# Vernonieae
Vernonieae és una tribu de plantes amb unes 1.300 espècies dins la família asteràcia. Es troben principalment en zones tropicals i temperades càlides tant a Amèrica com al vell món. Majoritàriament són plantes herbàcies o arbustives, però hi ha com a mínim una espècie que és un arbre gran, Monosis conferta'.

## Taxonomia
Vernonieae es considera germana de la tribu Liabeae. La tribu es va originar a Àfrica del Sud o a Madagascar, i es va estendre a Amèrica.
En moltes obres el 80% de les espècies d'aquest tribu es classifiquen dins el gènere Vernonia. Altres autors, com Harold E. Robinson, divideixen aquesta tribu en un nombre més gran de petits gèneres.